# Sardar Tagirovsky
Sardar Tagirovsky ((oroszul): Сардар Тагировский) (Kazany, 1985. január 15. –) orosz rendező, színész, bábszínész.

## Életpálya
1985-ben született Kazanyban. A Shakespeare Színművészeti Akadémián tanult, majd szintén Budapesten a Bábszínház felsőfokú képzésen szerzett bábszínész diplomát.3
2021-2022 között a szombathelyi Weöres Sándor Színház művészeti tanácsának tagja.

## Munkássága

### Kőszínházi rendezések
- A. P. Csehov: Meggyeskert – Tamási Áron Színház, Sepsiszentgyörgy, 2014
- Szíjártó Tímea-Aletta: Az eset – Nagyváradi Szigligeti Színház, 2015
- Molière: Úrhatnám polgár – Tamási Áron Színház, Sepsiszentgyörgy, 2016
- A. P. Csehov: A 6-os számú kórterem c. novella alapján: 6 – Nemzeti Színház, Budapest, 2016
- Tamási Áron: Zöld ág című műve alapján írta Sényi Fanni: Zongota – Tamási Áron Színház, Sepsiszentgyörgy, Gyulai Várszínház, Háromszék Táncegyüttes, Sepsiszentgyörgy, 2016
- Figaro házassága avagy egy Őrült nap emléke (Sardar Tagirovsky és Sényi Fanni ötlete alapján írta Sényi Fanni Beaumarchais  Egy Őrült nap vagy Figaro házassága c. műve nyomán) – Nemzeti Színház, Budapest, 2017.
- 2018 – Idióta (Dosztojevszkij azonos című regénye nyomán színpadra adaptálta Adorján Beáta és Szardar Tagirovszkij), Debreceni Csokonai Nemzeti Színház, Víg Kamara Színházi épület, 2018.

## Díjak, elismerések
2015 – XV. Poszt - Versenyprogram: A. P. Csehov: Meggyeskert – 4 díj:
- Közönségdíj – Legjobb előadás
- Legjobb férfi főszereplő díja – Pálffy Tibor
- Legjobb 30 év alatti színész díja – Kónya-Ütő Bence
- Legjobb 30 év alatti színésznő díja – Benedek Ágnes